# اورلو-آسپاک
اورلو-آسپاک (به لاتین: Urlu-Aspak) یک منطقهٔ مسکونی در روسیه است که در جمهوری آلتای واقع شده‌است.